# Шохинский
Шохинский — хутор в Иловлинском районе Волгоградской области России. Входит в состав Сиротинского сельского поселения. Население 208 чел. (2010), из них турки	42 %, русские 38 % (2002) .

## История
В соответствии с Законом Волгоградской области от 14 марта 2005 года № 1027-ОД «Об установлении границ и наделении статусом Иловлинского района и муниципальных образований в его составе», хутор вошёл в состав образованного Сиротинского сельского поселения.

## География
Расположен в центральной части региона, в лесостепной зоне, в междуречье рек Дон, Иловля и Волга на Донской гряде в южной части Приволжской возвышенности.
Уличная сеть состоит из двух географических объектов: Шохинский пер. и ул. Продольная.
Абсолютная высота 65 метров над уровнем моря.

## Население
| 2010 |
| ---- |
| 208  |

Гендерный состав
По данным Всероссийской переписи населения 2010 года в гендерной структуре населения из 208 человек мужчин — 109, женщин — 99 (52,4 и 47,6 % соответственно).
Национальный состав
Согласно результатам переписи 2002 года, в национальной структуре населения
турки	составляли 42 %, русские 38 % из общей численности населения в 200 чел..

## Инфраструктура
Развитое сельское хозяйство. Личное подсобное хозяйство.

## Транспорт
стоит на автодороге муниципального значения. Остановки «Шохинский-1», «Шохинский-2».
Просёлочные дороги.